# Нарва Креенхолми (стадион)
Нарва Креенхолми е многофункционален стадион в град Нарва, Естония.
Разполага с естествена тревна настилка и с капацитет от 3000 седящи места. Приема домакинските мачове на местния футболен отбор „Транс“.